# Marcos Breda
Marco Antônio Dornelles Breda (Porto Alegre, 14 de outubro de 1960) é um ator brasileiro. Filho de Siro Breda e Maria Catarina Dornelles Breda, é casado desde 2014 com a atriz Lumi Kin, e tem dois filhos de uma relação anterior: Jonas Breda e Daniel Breda. 

## Biografia
É graduado em Letras pela UFRGS (1990) e mestre em Teatro pela UNIRIO (1999).
Quando ainda era estudante, no início da década de 1980, Breda começou a trabalhar com teatro e fazer pequenas atuações em filmes realizados em Porto Alegre. Em 1983 passou a fazer parte do grupo teatral Vende-se Sonhos, com o qual participou das criações coletivas Trenaflor e Das duas, uma. Em 1985 integrou-se ao elenco do grande sucesso do teatro gaúcho Bailei na curva.
Em 1986, chamado para protagonizar, ao lado de Malu Mader, o filme Feliz Ano Velho, e pelo qual recebeu o prêmio de Melhor Ator no Festival de Gramado, mudou-se para São Paulo e, em seguida, para o Rio de Janeiro. Tornou-se conhecido em todo o país com a telenovela Mandala, da TV Globo.
Mesmo com dezenas de trabalhos em cinema e televisão, Marcos Breda nunca parou de fazer teatro. A partir de 2002, tornou-se um dos sócios da Caravana Produções Associadas, responsável pela montagem dos espetáculos Arlequim, servidor de dois patrões, um clássico da commedia dell'arte, com texto de Carlo Goldoni; A maldição do Vale Negro, com texto de Caio Fernando Abreu, que faz uma divertida sátira ao melodrama; e Farsa, uma colagem de textos de Cervantes, Tchékhov, Molière e Martins Pena.
Marcos Breda recebeu o Kikito de Melhor Ator de Curta-metragem em Gramado, por Sargento Garcia, em 2000. No mesmo ano, recebu o Prêmio Prawer/APTC por seu trabalho nos filmes Sargento Garcia e Dois filmes em uma noite. Em 2003, recebeu ainda o Prêmio Qualidade Brasil como melhor ator de comédia pela peça Arlequim, servidor de dois patrões.
Em 2009, integra o elenco da novela do horário das 19 horas, Caras & Bocas, interpretando o atrapalhado e covarde Pelópidas.
Em Novembro de 2010, Marcos Breda assina contrato com o SBT para participar de dez capítulos da novela Amor e Revolução, de Tiago Santiago.
Em Maio de 2013, Marcos Breda volta à TV Globo no seriado semanal Pé na Cova, de Miguel Falabella. Em 2017 integrou o elenco da novela O Rico e Lázaro da Rede Record, interpretando o personagem Ravina.

## Carreira

### Na televisão
| Ano  | Título                          | Personagem               | Nota                                              | Emissora          |
| ---- | ------------------------------- | ------------------------ | ------------------------------------------------- | ----------------- |
| 1985 | Caso Verdade                    | Lenny                    | Episódio: "Incendiário"                           | Rede Globo        |
| 1985 | O Tempo e o Vento               | Horácio Terra            |                                                   | Rede Globo        |
| 1987 | Helena                          | Lucas                    |                                                   | Rede Manchete     |
| 1987 | Mandala                         | Hans                     |                                                   | Rede Globo        |
| 1989 | Que Rei Sou Eu?                 | Pimpim                   |                                                   | Rede Globo        |
| 1990 | Gente Fina                      | Gil Vicente              |                                                   | Rede Globo        |
| 1991 | Vamp                            | Rafael (Rafa)            |                                                   | Rede Globo        |
| 1992 | Você Decide                     | —                        | Episódio: "Romance Moderno"                       | Rede Globo        |
| 1993 | Contos de Verão                 | Luiz                     |                                                   | Rede Globo        |
| 1993 | Guerra sem Fim                  | Mandrake                 |                                                   | Rede Manchete     |
| 1994 | O Caso Eu Conto como o Caso Foi | Carlos                   |                                                   | Rede Manchete     |
| 1995 | As Pupilas do Senhor Reitor     | Tenente                  |                                                   | SBT               |
| 1995 | Explode Coração                 | Cláudio                  |                                                   | Rede Globo        |
| 1995 | Confissões de Adolescente       | César                    |                                                   | TV Cultura        |
| 1996 | Xica da Silva                   | Amadeu                   |                                                   | Rede Manchete     |
| 1996 | Você Decide                     | —                        | Episódio: "Começar de Novo"                       | Rede Globo        |
| 1997 | Zazá                            | Ronaldo (Rô-Rô Pedalada) |                                                   | Rede Globo        |
| 1998 | Malhação                        | Mestre Rava              |                                                   | Rede Globo        |
| 1999 | Tiro e Queda                    | Carioca                  |                                                   | Rede Record       |
| 1999 | A Guerra dos Pintos             | Fernando                 |                                                   | Rede Bandeirantes |
| 2000 | Uga Uga                         | Gumercindo               |                                                   | Rede Globo        |
| 2001 | Contos de Inverno               | Tomás                    | Episódio: "O Amante Amador"                       | RBS TV            |
| 2002 | O Quinto dos Infernos           | Frei                     | [ 4 ]                                             | Rede Globo        |
| 2003 | Kubanacan                       | Che Lopez                |                                                   | Rede Globo        |
| 2004 | Sob Nova Direção                | Guru                     | Episódio: "O Casamento do Meu Melhor Inimigo"     | Rede Globo        |
| 2004 | Malhação                        | Fernando                 |                                                   | Rede Globo        |
| 2004 | Senhora do Destino              | Giacometti               |                                                   | Rede Globo        |
| 2004 | Sítio do Picapau Amarelo        | Mike Navalha             | Episódio: "A Menina da Selva"                     | Rede Globo        |
| 2005 | Essas Mulheres                  | Alfredo Moreira          |                                                   | Rede Record       |
| 2006 | Floribella                      | Gomes                    |                                                   | Rede Bandeirantes |
| 2006 | Paixões Proibidas               | Baltazar Guimarães       |                                                   | Rede Bandeirantes |
| 2008 | Casos e Acasos                  | Luiz                     | Episódio: "A Blitz, o Presente e os Filhos"       | Rede Globo        |
| 2008 | Casos e Acasos                  | César                    | Episódio: "A Garota, o Vestibular e os Ingressos" | Rede Globo        |
| 2008 | Casos e Acasos                  | Ronaldo                  | Episódio: "A Aliança, A Queixa e a Revista"       | Rede Globo        |
| 2008 | Dicas de um Sedutor             | João Carlos              | Episódio: "Amor e Amizade"                        | Rede Globo        |
| 2008 | Casos e Acasos                  | Leandro                  | Episódio: "A Volta, a Cena e as Férias"           | Rede Globo        |
| 2008 | Faça Sua História               | Passageiro               | Episódio: "O Feitiço da Cueca"                    | Rede Globo        |
| 2009 | Caras & Bocas                   | Pelópidas Amílcar        |                                                   | Rede Globo        |
| 2010 | Na Forma da Lei                 | Arnaldo Cardoso          | Episódio: "Um Tiro no Coração"                    | Rede Globo        |
| 2011 | Amor e Revolução                | Carlo Fiel               |                                                   | SBT               |
| 2012 | Fora de Controle                | Olavo                    | Episódio: "22 de maio"                            | Rede Record       |
| 2013 | Pé na Cova                      | Toninho                  | Episódio: "O Beijo no Irajá"                      | Rede Globo        |
| 2013 | Se Eu Fosse Você                | Rogério                  | Episódio: "03"                                    | Fox Brasil        |
| 2014 | Sexo e as Negas                 | Alaor                    | [ 5 ]                                             | Rede Globo        |
| 2014 | Oxigênio                        | Marcel                   |                                                   | RBS TV            |
| 2016 | Haja Coração                    | Dr. Clécius              |                                                   | Rede Globo        |
| 2017 | O Rico e Lázaro                 | Ravina                   |                                                   | Rede Record       |
| 2018 | Se Eu Fechar os Olhos Agora     | Padre Basílio da Gama    |                                                   | Rede Globo        |
| 2018 | Tô de Graça                     | Fernando                 | Episódio: "Apagando a Velhinha"                   | Multishow         |
| 2019 | Chuteira Preta                  | Travis                   |                                                   | Prime Box Brazil  |
| 2019 | Ala Leste                       | Dr. Muza                 |                                                   | Prime Box Brazil  |
| 2022 | Além da Ilusão                  | Raimundo                 |                                                   | Rede Globo        |
| 2022 | Reis                            | Baaná                    | Fase: "A Ingratidão"                              | Rede Record       |
| 2023 | How To Be a Carioca             | Pai de Aluno             | Episódio: "Angola"                                | Star+             |
| 2024 | A Rainha da Pérsia              | Setar                    |                                                   | Record            |
| 2024 | Estranho Amor                   | Carlos Machado           |                                                   | AXN               |

### No cinema
| Ano  | Título                                | Personagem               | Notas           |
| ---- | ------------------------------------- | ------------------------ | --------------- |
| 1982 | Às margens plácidas                   | —                        |                 |
| 1984 | Verdes Anos                           | Teco                     |                 |
| 1984 | Me Beija                              | César                    |                 |
| 1986 | Quero ser Feliz                       | Um dos jovens            |                 |
| 1986 | O Dia em que Dorival Encarou a Guarda | Apache                   | Curta-metragem  |
| 1987 | Feliz Ano Velho                       | Mário                    |                 |
| 1994 | Jogos                                 | —                        | Curta-metragem  |
| 1996 | Nós                                   | —                        | Curta-metragem  |
| 1997 | For All - O Trampolim da Vitória      | —                        |                 |
| 2000 | Dois filmes em uma noite              | —                        | Curta-metragem  |
| 2000 | Sargento Garcia                       | Sargento Garcia          | Curta-metragem  |
| 2000 | O abajur lilás                        | —                        | Curta-metragem  |
| 2001 | Colher de chá                         | —                        | Curta-metragem  |
| 2002 | A encomenda                           | —                        | Curta-metragem  |
| 2002 | Viva Sapato!                          | —                        |                 |
| 2003 | O Refém                               | —                        | Curta-met0ragem |
| 2003 | My Father, Rua Alguém 5555            | Samuel Lifton            |                 |
| 2004 | São João do Carneirinho               | —                        | Curta-metragem  |
| 2004 | O sebo                                | —                        | Curta-metragem  |
| 2005 | Sal de Prata                          | Rudi Veronese            |                 |
| 2013 | Somos tão Jovens                      | Dr. Renato               |                 |
| 2016 | Os Senhores da guerra                 | Major Soveral            |                 |
| 2017 | A Menina que construía barcos         | Emídio                   |                 |
| 2018 | A Cabeça de Gumercindo Saraiva        | Coronel Firmino de Paula |                 |
| 2021 | Quem Vai Ficar com Mário?             | Salvador                 |                 |
| 2021 | Lulli                                 | Oscar                    |                 |
| 2021 | Um Tanto Mais                         | Pai                      | Curta-metragem  |
| 2022 | Cordialmente Teus                     | Marco                    |                 |
| 2022 | Distrito 666                          | Diretor do C.R.I.S       |                 |
| 2022 | Sujeito Oculto                        | Autor                    |                 |
| 2023 | Um Dia Cinco Estrelas                 | Oswaldo                  |                 |

### No teatro
- 1982 - Marat-Sade (direção Nestor Monastério)
- 1982 - Trenaflor (Grupo Vende-se Sonhos)
- 1984 - Mil e Uma Histórias (infantil, direção Nestor Monastério)
- 1984 - Das Duas, Uma (Grupo Vende-se Sonhos)
- 1985 - Bailei na Curva (direção Júlio Conte)
- 1987 - De Repente, no Recreio (infantil, direção Karen Acioly)
- 1988 - O Amigo da Onça (direção Paulo Betti)
- 1990 - Retrato de Corpo Inteiro (direção Cláudio Torres Gonzaga)
- 1991 - Os Gigantes da Montanha (direção Moacyr Góes)
- 1992 - A Volta ao Lar (direção Luiz Arthur Nunes)
- 1992-93 - A Dama e o Vagabundo (infantil, direção Marcelo Saback)
- 1993 - A Caravana da Ilusão (direção Luiz Arthur Nunes)
- 1994 - A Bela Adormecida (infantil, direção Chico Expedito)
- 1994-95 - Bailei na Curva (remontagem, direção Júlio Conte)
- 1995 - Como Diria Montaigne (direção Luiz Arthur Nunes)
- 1996 - O Mercador de Veneza (direção Amir Haddad)
- 1996 - Roberto Zucco (direção Moacir Chaves)
- 1997-98 - O Homem e a Mancha (direção Luiz Arthur Nunes)
- 1999 - Omelete (direção Hamilton Vaz Pereira)
- 2000 - Luzes da Boemia (direção Aderbal Freire-Filho)
- 2001 - Os Olhos Verdes do Ciúme (direção Caio de Andrade)
- 2002-04 - Arlequim, Servidor de Dois Patrões (direção Luiz Arthur Nunes)
- 2004 - A Maldição do Vale Negro (direção Luiz Arthur Nunes)
- 2006 - Arte (direção Alexandre Reinecke)
- 2006 - Lavanderia Brasil (direção Moacir Chaves)
- 2007 - Farsa (direção Luiz Arthur Nunes)